# Musgravea
Musgravea es un género de árboles perteneciente a la familia Proteaceae, originario de Australia en Queensland.

## Taxonomía
Musgravea fue publicado en 1890 por Ferdinand von Mueller, y nombrado en honor de Sir Anthony Musgrave, gobernador de Queensland desde 1883 hasta 1888. Junto con su pariente más cercano Austromuellera, que se encuentra dentro de la subtribu Musgraveinae de la tribu de Banksieae en la subfamilia Grevilleoideae  de la familia Proteaceae . Después de Austromuellera , su pariente más cercano es Banksia.

## Especies aceptadas
A continuación se brinda un listado de las especies del género Musgravea aceptadas hasta septiembre de 2011.
- Musgravea heterophylla L.S.Sm.
- Musgravea stenostachya F.Muell.